# Laboratório de Alta Tensão da Universidade Federal de Itajubá
O Laboratório de Alta Tensão da Universidade Federal de Itajubá (LAT-EFEI) é um dos poucos laboratórios de alta tensão do Brasil, sendo um dos maiores situado em universidades no Brasil.

## Localização
Localizado no sul do estado de Minas Gerais, na cidade de Itajubá, próximo às principais capitais do país ( cerca de 240 km da cidade de São Paulo; cerca de 280 km da cidade do Rio de Janeiro e cerca de 450 km da cidade de Belo Horizonte). Fica situado no prédio central e onde se iniciou a Universidade Federal de Itajubá.

## História
O Laboratório de Alta Tensão da Universidade Federal de Itajubá foi criado em 1963. Naquele ano, o então Instituto de Eletrotécnica de Itajubá - IEI - fez a aquisição de um gerador de impulso de tensão e uma fonte de tensão alternada, marca Haefely, importados da Suíça, que se transformou no marco de criação do laboratório.
O gerador de impulso instalado, em condições operacionais, com partes originais mantidas em perfeito estado, é capaz de simular tensões de impulso atmosférico com amplitudes de até 450 kV. A fonte de tensão alternada é capaz de aplicar tensões senoidais de até 150 kV. Tal fato, naquela época, alçou o instituto à condição de única escola de engenharia elétrica do país capaz de realizar ensaios de impulso elétrico, em alta tensão, sobre equipamentos do sistema elétrico brasileiro.
Sob a responsabilidade do professor Celso Jadir Gorgulho Junqueira, coordenador do LAT-EFEI, no período de 1970 a 1987 a Escola Federal de Engenharia de Itajubá - EFEI - adquiriu outros equipamentos tais como: osciloscópios analógicos de alta freqüência, gerador de impulso repetitivo, simulador analógico de redes elétricas, entre outros. Assim foi possível oferecer aulas práticas, sobre tópicos em alta tensão, aos alunos do curso de engenharia elétrica. Também foi contemplado o atendimento a indústria nacional na forma de ensaios em equipamentos elétricos para sistemas de média tensão, a pedido de indústrias e concessionárias de energia elétrica, tendo como ponto de relevância a excelência nos ensaios de impulso em transformadores o que permitiu seu reconhecimento nacional na forma de LAT-EFEI.
De 1987 a 1994 o LAT-EFEI sofreu um processo de descontinuidade e, a partir de 1994 passou a estar sob a responsabilidade do professor Manuel Luís Barreira Martinez. A partir de então, em sintonia com os processos de desregulamentação a que foi submetido o setor elétrico brasileiro, foi necessário prover novas diretivas em termos de ensino, pesquisa e serviços à indústria. Deste modo, foram adquiridos novos equipamentos para a realização de ensaios elétricos complementares e foi posta forte ênfase na construção de sistemas, com partes com tecnologia própria, na forma de projeto e manufatura de resistores não indutivos, indutores, divisores resistivos, sistemas de comando e medição.
O desenvolvimento destes sistemas permitiu a definição de níveis de conhecimento que foram integrados no projeto e na construção de geradores de correntes de impulso de curta e longa duração.
Atualmente, o LAT-EFEI segue sua vocação de formar em técnicas de alta tensão os alunos da Universidade Federal de Itajubá, realizando pesquisas para empresas do setor elétrico na área de desempenho de equipamentos e componentes para redes de média e alta tensão, mantendo pesquisas de mestrado e doutorado em áreas correlatas à alta tensão; bem como oferecendo ao setor privado a possibilidade de execução de ensaios por solicitação de terceiros.

## Atuação
Realiza ensaios e testes elétricos em alta tensão, sobre equipamentos e componentes de sistemas elétricos de potência tais como; transformadores, cabos, isoladores, pára-raios, chaves, religadores, disjuntores, reguladores de tensão, reatores, cruzetas, nas classes de 15 até 138 kV, além de testes e ensaios em equipamentos elétricos gerais e para o desenvolvimento de produtos.
Também desenvolve projetos de pesquisa e desenvolvimento em conjunto com empresas, concessionárias e indústrias do setor de energia elétrica e eletro-eletrônicos.

## Composição
A equipe é composta por pessoal de apoio, eletrotécnicos, engenheiros eletricistas, mestres, doutores, servidores públicos, além de estagiários e alunos da Universidade Federal de Itajubá.

## Ensaios
As principais linhas de testes e ensaios executados pelo LAT-EFEI são:
- Transformadores de distribução em média tensão;
- Transformadores para instrumentos;
- Reatores isolados em ar;
- Reguladores de tensão para média tensão;
- Isoladores;
- Estruturas em média tensão;
- Chaves e Seccionadoras;
- Cabos;
- Acessórios para cabos;
- Conectores;
- Pára-raios;
- Equipamentos eletro-eletrônicos em geral.

## Produção Científica
Desde sua criação, em 1963, o LAT-EFEI tem propiciado oportunidade de aperfeiçoamento acadêmico a muitos alunos. Tanto para alunos graduados pela Universidade Federal de Itajubá com também para aqueles alunos graduados em outras universidades. nacionais e internacionais.
A partir de 1994, iniciou um período de forte crescimento. Ampliou suas instalações, adquiriu novos equipamentos, desenvolveu alguns equipamentos próprios e formalizou convênios com empresas do setor elétrico.
Este cenário permitiu também um grande impulso na produção científica. Aumentaram-se sensivelmente as quantidades de alunos graduandos, como estagiários, de alunos mestrandos e de alunos doutorandos, fazendo com que aumentasse também as quantidades de dissertações de mestrado, de teses de doutorados e de artigos produzidos para congressos, seminários e revistas. Tal produção científica pode ser avaliada, resumidamente, conforme abaixo:
- Dissertações: 16
- Teses: 3
- Artigos: 180
- Publicações: 8